# Gentianella rapunculoides
Gentianella rapunculoides là một loài thực vật có hoa trong họ Long đởm. Loài này được (Willd. ex Schult.) J.S.Pringle mô tả khoa học đầu tiên năm 1981.